# Брві
Брві (словен. Brvi) — поселення в общині Брежиці, Споднєпосавський регіон, Словенія. Висота над рівнем моря: 176,2 м.